# Zalisne
Zalisne (en (ucraïnès): Залісне) és un poble de la República Autònoma de Crimea a Ucraïna, que el 2014 tenia 285 habitants. Pertany al districte de Bakhtxissarai. Fins al 1945 la vila es deia Iukharí-Karalez.

## Població
Segons les dades del 2001 la composició de la població de la vila de Zalésnoie d'acord amb la llengua que empren és la següent:
| Llengua | %     |
| ------- | ----- |
| Rus     | 78,27 |
| Tàtar   | 16,43 |
| Tàtar   | 5,29  |